# Osøyro
Osøyro este o localitate din comuna Os, provincia Hordaland, Norvegia, cu o suprafață de 8,77 km² și o populație de 12.195 locuitori (2013).